# 849
849(팔백사십구)는 848보다 크고 850보다 작은 자연수다.

## 수학
- 합성수로, 그 약수는 1, 3, 283, 849다. 진약수의 합은 287이므로, 849는 부족수다.
- {\displaystyle 44^{6}-1}은 849로 나누어떨어진다.

## 과학
- NGC 849: 고래자리 방향에 있는 렌즈형은하.

## 군사
- U-849(영어판, 독일어판): 제2차 세계 대전에 사용된 나치 독일의 군용 잠수함.

## 문화유산
- 대한민국의 보물 제849호: 곤여만국전도

## 기타
- 연도: 849년, 기원전 849년